# Princess Elizabeth Trough
Koordinaten: 64° 10′ S, 83° 0′ O
Der Princess Elizabeth Trough (englisch) ist eine Tiefseerinne in der Davissee vor der Leopold-und-Astrid-Küste des ostantarktischen Prinzessin-Elisabeth-Lands.
Benannt ist die Rinne in Anlehnung an die Benennung der ihr nachgelagerten Landmasse. Deren Namensgeberin ist die frühere Kronprinzessin und heutige englische Monarchin Elisabeth II. (* 1926).